# Масерија Лучано (Потенца)
Масерија Лучано (итал. Masseria Luciano) је насеље у Италији у округу Потенца, региону Базиликата.
Према процени из 2011. у насељу је живело 56 становника. Насеље се налази на надморској висини од 790 м.